# Andreas Helling
Andreas Feliks Helling, född 20 oktober 1975 i Norrköping, är en finländsk cellist. 
Helling studerade vid Åbo konservatorium för Timo Hanhinen, vid Kungliga Musikhögskolan i Stockholm samt vid Sibelius-Akademin för Martti Rousi, Victoria Yagling och Raimo Sariola. Han fick tredje pris i cellotävlingen i Åbo 2002. Han blev stämledare i Åbo filharmoniska orkester 2002 och var timlärare i cellospel vid Åbo musikakademi 2004–2007. Som solist har han uppträtt även i Sverige, Frankrike, Italien, Ryssland, England och Österrike.